# Denis Sosnovsjenko
Denis Sosnovsjenko (5 april 1980) is een Russisch voormalig wielrenner.

## Belangrijkste overwinningen
2002
- 7e etappe Ronde van Bulgarije
- 3e etappe Ronde van Senegal
- 8e etappe Ronde van Senegal

2004
- 2e etappe Ronde van Senegal
- 5e etappe Ronde van Senegal
- 7e etappe Ronde van Senegal